# Bowling Green Plateau
Bowling Green Plateau är en platå i Östantarktis. Australien gör anspråk på området.